# Hagan (Stati Uniti d'America)
Hagan è un comune degli Stati Uniti d'America, situato nello Stato della Georgia, nella Contea di Evans.